# Onze-Lieve-Vrouwekerk (Poperinge)

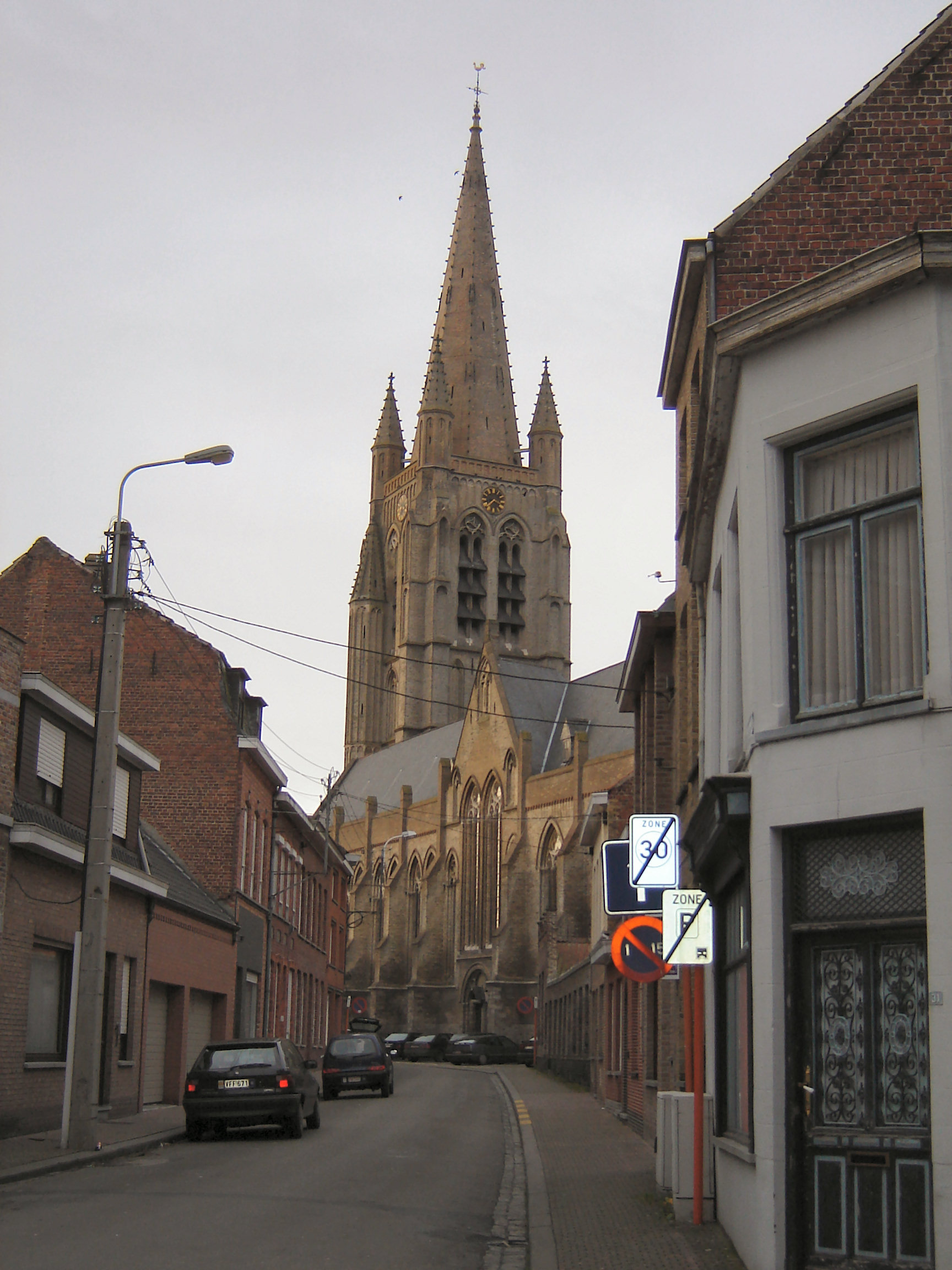
Onze-Lieve-Vrouwekerk

De Onze-Lieve-Vrouwekerk is een parochiekerk in de West-Vlaamse stad Poperinge, gelegen aan de Casselsestraat.

## Geschiedenis
De kerk werd voor het eerst vermeld in 1290 toen de abt van de Abdij van Sint-Bertinus te Sint-Omaars en de bisschop van Terwaan toestemming gaven voor de bouw van twee nieuwe kerken te Poperinge, namelijk de Onze-Lieve-Vrouwekerk en de Sint-Janskerk. Reden hiertoe was de bevolkingstoename ten gevolge van de ecomische bloei. De bouw van de kerk vond einde 13e en in de 14e eeuw plaats. Waarschijnlijk werd eerst het middenschip en het hoofdkoor gebouwd, waarna een transept en de zijkoren volgden. Omstreeks 1400 zou dan de westtoren zijn gereedgekomen.
Gedurende de 2e helft van de 16e eeuw vond de Beeldenstorm plaats waarbij wel de kerkinventaris, maar niet het gebouw werd vernield. In 1640 was er een brand in de kerk, waarbij vooral het dak getroffen werd. In 1682 werd, na blikseminslag, de toren hersteld en in 1692 was er aardbevingsschade. In 1780 werd een nieuwe spits aangebracht. Van 1837-1838 werd, onder leiding van J. Lernould, het interieur verbouwd in neoclassicistische stijl. In 1905 werd een nieuwe bakstenen torenspits gebouwd.

## Gebouw
Het bouwwerk is opgetrokken in gele bakstenen op een sokkel van Atrechtse zandsteen. Een 70 meter hoge vierkante voorgebouwde westtoren heeft vier geledingen, hoektorentjes op de trans en een hoge bakstenen spits. De kerk is een driebeukige hallenkerk.
Het kerkmeubilair is hoofdzakelijk 18e-eeuws. Een schilderij, voorstellende de Opwekking van Lazarus is uit de 1e helft van de 17e eeuw. Het orgel is van 1715 en wordt toegeschreven aan J. van den Eynde uit Ieper.

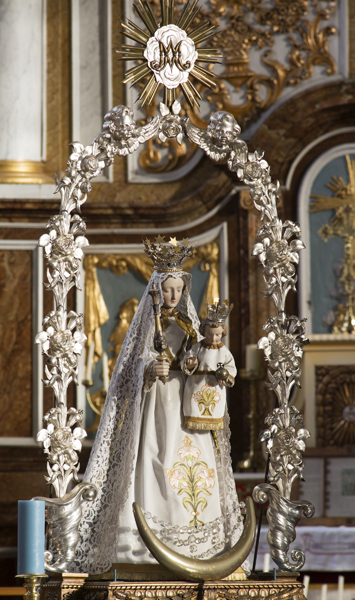
Maansikkelmadonna
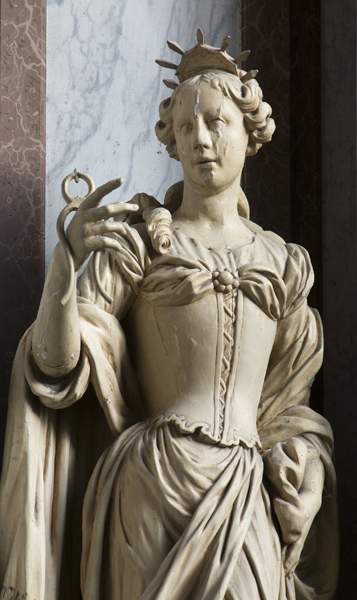
Heilige Apollonia
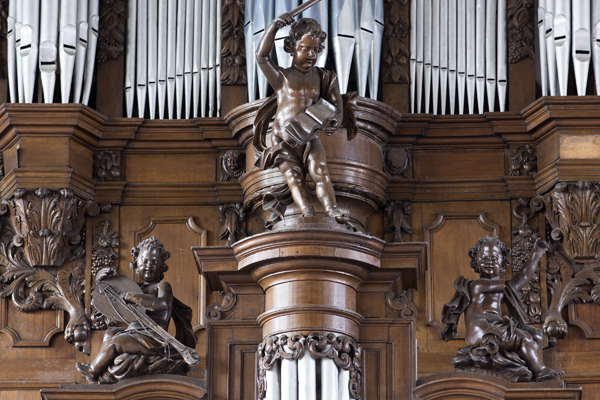
Orgel
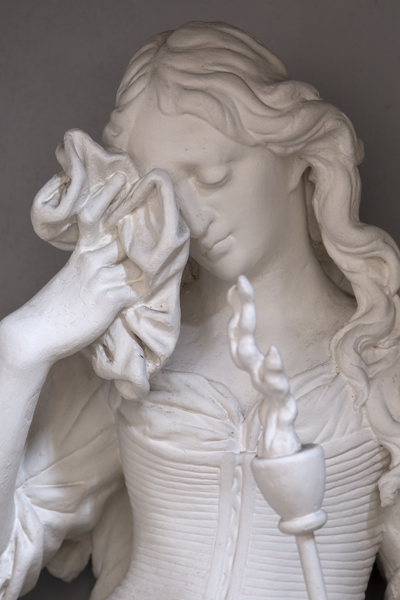
Graflegging (detail)
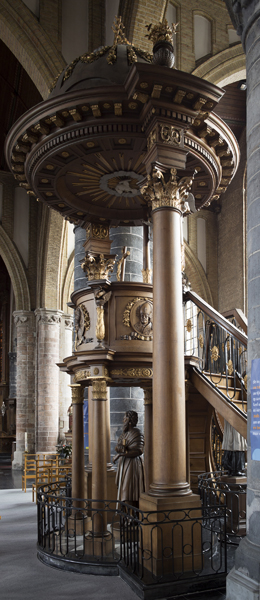
Preekstoel
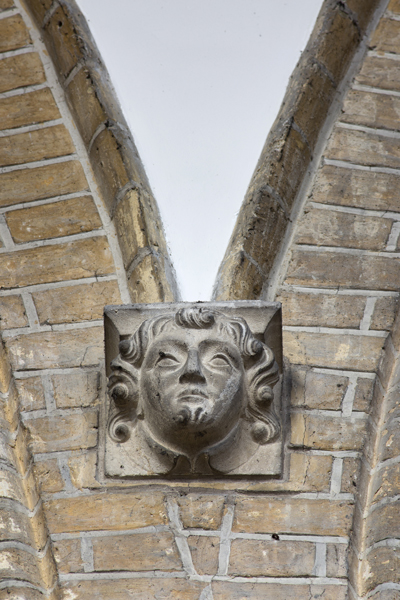